# پروپیلن اکسید
پروپیلن اکساید یک ماده آلی است با فرمول مولکولی(C3H6O) ،بی رنگ .
این ماده را میتوان از واکنش میان آلکین سه اتمی(پِروپین) و آب به دست آورد:

C3H4 + H2O -> C3H6O
پروپیلن اکسید (به انگلیسی: Propylene oxide) یک ترکیب شیمیایی است. شکل ظاهری این ترکیب، مایع بی‌رنگ است.